# Onderwijs Bewijs
Onderwijs Bewijs is een actieprogramma van het Nederlandse Ministerie van Onderwijs, Cultuur en Wetenschap. 
Het ministerie heeft voor de periode 2007 - 2010, 25 miljoen beschikbaar gesteld voor onderzoek naar de effectiviteit van het onderwijs. Het gaat om onderzoek over bijvoorbeeld
- hoogbegaafdheid,
- lerarentekort,
- taal- en rekenonderwijs
- jeugdzorg
- Voorschoolse Educatie
- schooluitval

Via een matchingsite worden Scholen én onderzoeksinstellingen bij elkaar gebracht om samen met een projectvoorstel te komen. 